# Archivos de la Represión
Archivos de la Represión es un proyecto de archivo digital de acceso abierto que surgió en noviembre de 2018 para difundir documentos digitalizados del periodo denominado "Guerra sucia" o terrorismo de Estado en México. Este archivo, gestionado por la organización Artículo 19 México y Centroamérica, contiene más de 300 000 fotografías que provienen de documentos del dispositivo estatal de represión y contrainsurgencia que ocurrieron en México entre 1960 y 1980.
El archivo estuvo coordinado, además de Artículo 19, por El Colegio de México y la Comisión de la Verdad de Guerrero.

## Contexto histórico
El archivo contiene documentos que provienen de la llamada "Guerra sucia", un periodo en el que el Estado mexicano llevó a cabo un proceso de violencia sistematizada en contra de organizaciones clandestinas consideradas disidentes. Este proceso ocurrió durante la segunda mitad del siglo XX, especialmente entre las décadas de 1960 y 1980.
El concepto de 'guerra sucia' también fue usado en América Latina, para describir las acciones de represión de las dictaduras de la región; pero también se ha identificado un sesgo con respecto a ese concepto, pues proviene de conflictos de potencias europeas, como la francesa, en regiones de Argelia e Indochina, cuando sus ejércitos no respetaban las normas de la guerra. En ese sentido, para autores como Camilo Vicente Ovalle, citado por Ortega Vázquez, tendría más sentido hablar de contrainsurgencia, pues implican las políticas, acciones y programas realizados por un Estado para derrotar prácticas de insurgencia social, emprendidas por movimientos sociales y organismos que buscan la transformación de sus regímenes políticos.
Durante el periodo de la Guerra Fría, en México comenzó una aparato de represión en contra de las disidencias políticas que eran consideradas socialistas o comunistas. El Estado mexicano creó instancias de represión, como la Dirección General de Investigaciones Políticas y Sociales (DGIPS) y la Dirección Federal de Seguridad. 
Más adelante el estado mexicano también comenzó a implementar prácticas de persecución y violencia, que llegan hasta la tortura y la desaparición forzada. Durante el sexenio de Adolfo López Mateos se reprimieron a los trabajadores ferrocarrileros que impulsaron huelgas, la persecución y encarcelamiento de sus dirigentes como Demetrio Vallejo; y en 1962 fue asesinado Rubén Jaramillo, líder campesino, así como su familia.

## Contenido
Archivos de la Represión contiene un acervo de más de 300 mil documentos fotografiados que atestiguan las prácticas de violencia cometidas por el estado en el periodo de Guerra sucia. Estos provienen de la Dirección Federal de Seguridad y de la Dirección General de Investigaciones Políticas y Sociales.
Los archivos fueron digitalizados de los originales que se encuentran en el Archivo General de la Nación (AGN). Estos archivos digitales fueron compartidos por la Ex Comisión de la Verdad del Estado de Guerrero (Comverdad). Estos archivos se encuentran en proceso de catalogación.
Artículo 19 tuvo acceso a estos documentos, originalmente reservados en archivos oficiales, a través de personas que fueron parte de la ex Comisión de la Verdad del Estado de Guerrero. La organización hizo una alianza con El Colegio de México y la Northwestern University, con la finalidad de liberar los archivos en formato digital, con las características que tiene que tener un archivo documental, tomando en cuenta los aspectos históricos y digitales. A través de El Colegio de México se eligió un software adecuado y algunos aspectos archivísticos. La Northwesthern University proveyó recursos sí como la asesoría del Center for Research Libraries (CRL) para poder realizar la catalogación archivística en un entorno digital.

## Importancia
Archivos de la Represión tiene una importancia histórica y social, y ofrece una posibilidad de tener acceso a la información y el derecho a la verdad. Es por esta necesidad del acceso a la verdad histórica que el archivo es digital. Para Artículo 19, esta es una ventana para conocer el periodo de represión y violencia estatal que hubo en México en las décadas de 1960, 1970 y 1980. 
Nos permiten ver no sólo cómo el Estado vigiló ilegalmente a opositores/as políticos/as, cómo llevó a cabo detenciones ilegales, “interrogatorios” (tortura sistemática) y desapariciones forzadas, sino también cómo esta vigilancia se extendió a los familiares de las personas desaparecidas y a quienes luchaban por su presentación.
Este tipo de archivos constituyen un fenómeno de carácter mediático y documental que se entrecruza con la lucha por los derechos humanos.